# Pavlos Menevisoglou
Pavlos Menevisoglou grekiska: Παῦλος Μενεβίσογλου född 27 november 1935 i Istanbul, Turkiet, död 15 februari 2022 i Hägerstens församling, var Konstantinopels ekumeniska patriarkats metropolit av Ortodoxa metropolitdömet Sverige och Skandinavien och kyrkoherde vid Sankt Georgios kyrka i Stockholm fram till 2014, då han drog sig tillbaka. Han var också ordförande för den ortodoxa biskopskonferensen för Skandinavien.

## Biografi
Föddes 27 november 1935 i Istanbul. Han blev vigd till diakon 1956 och tog teologisk grundexamen med goda vitsord från Halki 1958. Från det han tog sin teologiska grundexamen tills han blev vald till metropolit tjänstgjorde han i Ekumeniska patriarkatets kansli. Han befordrades till översekreterare i Heliga synoden och vigd till präst den 30 november 1970. 
Den 30 april 1974 blev han vald till metropolit av Sverige och hela Skandinavien. Han blev vigd till biskop den 12 maj samma år och firade sin intronisation den 14 juli. När han tillträdde som metropolit var metropolitdömet outvecklat. Under hans tid som metropolit har metropolitdömet förvärvat egna kyrkobyggnader i Uppsala (1976), Stockholm (1978), Oslo (1987) och Göteborg (1998). Metropolitstiftet har sedan 1981 publicerat sin egen kyrkokalender. Förutom sitt uppdrag som överherde för metropolitdömet har metropolit Pavlos varit en verksam forskare och är internationellt erkänd för sin forskning om kyrklig rättshistoria och myronsmörjelsen. Han doktorerade i teologi vid Aristotelesuniversitetet i Thessaloniki på en avhandling om myronsmörjelsen i Ortodoxa kyrkan och har också doktorsgrad i juridik från samma universitet. Den 14 juni 2014 efterträddes han på posten som metropolit av Cleopas Strongylis.
Menevisoglous begravning förrättades våren 2022 i ett kapell på Skogskyrkogården, av en präst i den rumänsk-ortodoxa kyrkan som han själv bett om saken.